# Richard Sanderson
Richard Sanderson (Taplow, 5 marzo 1953) è un cantante e musicista britannico.
La sua notorietà è principalmente legata al brano Reality, da lui interpretato nella colonna sonora del film Il tempo delle mele (1980).

## Biografia
Nato a Taplow in Inghilterra da padre scozzese, percussionista, e da madre francese, fisarmonicista, ereditò giovanissimo dai genitori la passione per la musica.
Iniziò a suonare il pianoforte a 5 anni. A 15 anni iniziò a studiare chitarra e due anni dopo divenne il tastierista di un gruppo rock locale. Tre anni dopo divenne il pianista ufficiale dei musicisti David Christie e Nancy Holloway.
All'età di 21 anni partì per gli Stati Uniti e iniziò a suonare in diversi gruppi mentre frequentava il Berkley College of Music. Nel 1978, a 25 anni, tornò in Inghilterra e firmò un contratto con la famosa casa di registrazione Trident, con la quale l'anno dopo pubblicò il suo primo album No Stickers Please. Lì conobbe anche il famoso compositore Vladimir Cosma che, nel 1980, lo scelse per interpretare il tema principale del film Il tempo delle mele (La Boum), esordio cinematografico dell'allora quattordicenne Sophie Marceau. La canzone del film, Reality, divenne prima in classifica in quindici stati e vendette otto milioni di copie in Europa e in Asia.
Nel 1983 si presentò al Festival di Sanremo col brano Stiamo Insieme composto da un giovane Zucchero Fornaciari e Donatella Milani (già nota per aver scritto tra le altre la canzone Su di noi per Pupo), piazzandosi diciannovesimo.
All'età di 35 anni iniziò a lavorare come compositore di colonne sonore, diventando il compositore ufficiale di Daniel Costelle, famoso regista di film documentari storici.
Compose anche per il famoso soprano operistico Barbara Hendricks e produsse diversi album di musica ebraica. La bellezza di quelle canzoni lo spinsero a registrarne alcune in inglese con moderna orchestrazione: l'album Visiting the Testament è il suo ultimo lavoro.
Nel 2001 partecipa alla trasmissione La notte vola, gara musicale tra i brani più famosi degli anni ottanta, nella quale presenta il suo grande successo Reality.
Richard Sanderson vive vicino a Parigi, con la moglie e le tre figlie Mélody, Ophélia e Angelina.

## Discografia

### Album
- 1979 - No Stickers Please
- 1980 - Original score: "La Boum"
- 1982 - I'm in Love
- 1983 - Gym Tonic
- 1984 - Surprise (La Boum 2)
- 1985 - Fairy Tale (colonna sonora del film L'unique)
- 1991 - Anytime You Want
- 1999 - Visiting the Testament